# Liste der Bodendenkmäler in Nideggen
Die Liste der Bodendenkmäler in Nideggen enthält die denkmalgeschützten unterirdischen baulichen Anlagen, Reste oberirdischer baulicher Anlagen, Zeugnisse tierischen und pflanzlichen Lebens und paläontologischen Reste auf dem Gebiet der Stadt Nideggen im Kreis Düren in Nordrhein-Westfalen (Stand: Juni 2021). Diese Bodendenkmäler sind in Teil B der Denkmalliste der Stadt Nideggen eingetragen; Grundlage für die Aufnahme ist das Denkmalschutzgesetz Nordrhein-Westfalen (DSchG NRW).
| Bild | Bezeichnung                                             | Lage                                                                           | Beschreibung | Bauzeit | Eingetragen seit | Denkmal- nummer |
| ---- | ------------------------------------------------------- | ------------------------------------------------------------------------------ | ------------ | ------- | ---------------- | --------------- |
|      | Steinbruch für Mahl- und Schleifsteine; Höhle           | Nideggen Flur 1 Flurstück 57                                                   |              |         | 09.07.1985       | 1               |
|      | Steinbruchspur                                          | Nideggen Flur 1 Flurstück 57                                                   |              |         | 09.07.1985       | 2               |
|      | Abriß mit Planierung im Bodenbereich                    | Nideggen Flur 1 Flurstück 57                                                   |              |         | 09.07.1985       | 3               |
|      | Steinbruch                                              | Nideggen Flur 27 Flurstück 172                                                 |              |         | 09.07.1985       | 4               |
|      | Felsbearbeitung                                         | Nideggen Flur 1 Flurstück 57                                                   |              |         | 09.07.1985       | 5               |
|      | Felsritzungen in Buntsandstein                          | Abenden Flur 3 Flurstücke 20, 21, 46, 49                                       |              |         | 25.03.1986       | 6               |
|      | Felsblock mit Gravierung (Felsritzungen)                | Abenden Flur 3 Flurstück 98                                                    |              |         | 25.03.1986       | 7               |
|      | Felsritzungen                                           | Abenden Flur 3 Flurstücke 69, 94                                               |              |         | 25.03.1986       | 8               |
|      | Felsbilder (Buntsandstein)                              | Abenden Flur 3 Flurstück 164                                                   |              |         | 25.03.1986       | 9               |
|      | Mittelalterliche Burganlage „Hundsley“                  | Abenden Flur 3 Flurstücke 69, 97, 96                                           |              |         | 25.03.1986       | 10              |
|      | Hügelgrab                                               | Berg-Thuir Flur 3 Flurstück 61                                                 |              |         | 25.03.1986       | 11              |
|      | Abschnittsbefestigung                                   | Wollersheim Flur 35 Flurstück 7/2                                              |              |         | 08.10.1986       | 12              |
|      | Steinbruchspur                                          | Abenden Flur 2 Flurstück 280                                                   |              |         | 08.10.1986       | 13              |
|      | Gelände des Frohnhofes mit Wiese und Garten             | Embken Flur 8 Flurstück 5                                                      |              |         | 24.03.1987       | 14              |
|      | Gelände Kirche/Friedhof                                 | Embken Flur 8 Flurstück 3                                                      |              |         | 24.03.1987       | 15              |
|      | Teilstück des Friedhofes an der Kirche in Embken        | Embken Flur 8 Flurstück 2                                                      |              |         | 26.06.1987       | 16              |
|      | Sanitätsbunker                                          | Schmidt Flur 7 Flurstück 89                                                    |              |         | 15.07.1991       | 17              |
|      | Munitionsbunker                                         | Schmidt Flur 16 Flurstück 16                                                   |              |         | 15.07.1991       | 18              |
|      | Römische Wallanlage                                     | Berg-Thuir Flur 3 Flurstücke 98, 97, 115, 109                                  |              |         | 12.09.1991       | 19              |
|      | Archäologisches Bodendenkmal „Ehem. Kollegiatstift“     | Nideggen Flur 27 Flurstücke 132, 133                                           |              |         | 21.11.1991       | 20              |
|      | Römerzeitliches Pingefeld (Bergbauabbauspur)            | Berg-Thuir Flur 10 Flurstück 3                                                 |              |         | 14.10.1991       | 21              |
|      | Römerzeitliches Pingefeld (Bergbauabbauspur)            | Wollersheim Flur 33 Flurstücke 35, 23, 29, 17, 16                              |              |         | 10.10.1991       | 21              |
|      | Römerzeitliches Pingefeld (Bergbauabbauspur)            | Wollersheim Flur 35 Flurstück 24                                               |              |         | 10.10.1991       | 21              |
|      | Spuren von Steinbruchtätigkeit in Buntsandstein         | Nideggen Flur 13 Flurstücke 139, 117, 136                                      |              |         | 25.11.1991       | 22              |
|      | Reste einer ehemaligen Synagoge                         | Embken Flur 7 Flurstück 35                                                     |              |         | 20.09.1994       | 23              |
|      | Siedlungsplatz, villa rustica, Grabanlage der Römerzeit | Berg-Thuir Flur 10 Flurstück 2                                                 |              |         | 20.12.2000       | 24              |
|      | Siedlungsplatz, villa rustica, Grabanlage der Römerzeit | Wollersheim Flur 34 Flurstücke 8, 9, 10, 11, 12, 13, 24                        |              |         | 20.12.2000       | 24              |
|      | Burgberg und Stadtkern Nideggen                         | Nideggen Flur 27, 33, 17, 27, 33                                               |              |         | 1986             | 25              |
|      | Burgberg und Stadtkern Nideggen                         | Nideggen Flur 27, 33, 17, 27, 33                                               |              |         | 1986             | 26              |
|      | Burgberg und Stadtkern Nideggen                         | Nideggen Flur 27, 33, 17, 27, 33                                               |              |         | 1986             | 27              |
|      | Burgberg und Stadtkern Nideggen                         | Nideggen Flur 27, 33, 17, 27, 33                                               |              |         | 1986             | 28              |
|      | Burgberg und Stadtkern Nideggen                         | Nideggen Flur 27, 33, 17, 27, 33                                               |              |         | 1986             | 29              |
|      | Burgberg und Stadtkern Nideggen                         | Nideggen Flur 27, 33, 17, 27, 33                                               |              |         | 1986             | 30              |
|      | Hohlweg, Kall Trail                                     | Schmidt Flur 3 Flurstücke 2, 5 / Flur 6 Flurstücke 77, 104, 114, 115, 116, 180 |              |         | 29.05.2009       | 31              |
|      | Hohlweg, Kall Trail                                     | Schmidt Flur 3 Flurstücke 2, 5 / Flur 6 Flurstücke 77, 104, 114, 115, 116, 180 |              |         | 29.05.2009       | 32              |
|      | Hohlweg, Kall Trail                                     | Schmidt Flur 3 Flurstücke 2, 5 / Flur 6 Flurstücke 77, 104, 114, 115, 116, 180 |              |         | 29.05.2009       | 33              |
|      | Hohlweg mit Pingenfeld                                  | Berg-Thuir Flur 3 Flurstücke 69, 70, 71                                        |              |         | 29.05.2009       | 34              |
|      | Hohlweg mit Pingenfeld                                  | Berg-Thuir Flur 3 Flurstücke 69, 70, 71                                        |              |         | 29.05.2009       | 35              |
|      | Hohlweg mit Pingenfeld                                  | Berg-Thuir Flur 3 Flurstücke 69, 70, 71                                        |              |         | 29.05.2009       | 36              |
|      | Deutsche Artilleriestellung                             | Nideggen Flur 1 Flurstück 57                                                   |              |         | 12.08.2014       | 37              |
|      | Steinbrüche, Schleifsteinabbau                          | Nideggen Flur 3 Flurstück 222                                                  |              |         | 22.02.2017       | 38              |